# Maurizio Romani
Maurizio Romani (Castel San Niccolò, 18 febbraio 1954) è un politico italiano.

## Biografia
Diplomato presso il liceo scientifico "Leonardo Da Vinci", si laurea in Medicina e Chirurgia all'Università degli Studi di Firenze nel 1983 e diventa omeopata.
Alle elezioni politiche del 2013 viene candidato al Senato della Repubblica, tra le liste del Movimento 5 Stelle (M5S) nella circoscrizione Toscana come terzo classificato, venendo eletto senatore. Nella XVII legislatura della Repubblica è stato vicepresidente della 12ª Commissione Igiene e Sanità del Senato.
A luglio 2013, il sindaco di Firenze e candidato alle primarie del PD Matteo Renzi, minaccia di querelare Romani a seguito delle dichiarazioni da lui fatte sulla concessione del Ponte Vecchio per una festa organizzata dalla casa automobilistica Ferrari.
Viene candidato per la scelta del nuovo capogruppo del M5S al Senato con 23 voti in rappresentanza dell'area più dialogante del movimento, ma viene battuto da Vincenzo Santangelo con 26 voti, considerato più vicino alla linea oltranzista di Beppe Grillo e Gianroberto Casaleggio.

### Espulsione dal M5S
A seguito delle sue dimissioni dal Senato insieme a quattro colleghi (Laura Bignami, Maria Mussini, Monica Casaletto e Alessandra Bencini), offerte in segno di solidarietà con i colleghi espulsi, viene a sua volta espulso dal Movimento 5 Stelle, passando al gruppo misto.
Il 7 marzo 2014 aderisce alla componente Movimento X del gruppo misto a cui aderiscono i senatori 5 Stelle dimissionari Laura Bignami e Maria Mussini, a cui si aggiunge anche il senatore Bartolomeo Pepe, il neo espulso dal Movimento, mentre le altre due senatrici dimissionarie, Monica Casaletto e Alessandra Bencini, aderiscono alla componente del gruppo misto "Italia Lavori in Corso" (ILIC) dei senatori espulsi capeggiati da Luis Alberto Orellana.
In seguito alla sua espulsione, insieme ad altri parlamentari espulsi o fuoriusciti dal Movimento, ha proseguito nel versamento di metà dello stipendio e di parte della diaria ad associazioni benefiche, così come imposto dal regolamento del gruppo parlamentare del M5S.

### Italia dei Valori e Ancora Italia
Il 16 luglio 2015, assieme alla collega Bencini, anch'esso espulso dal Movimento 5 Stelle, durante una conferenza stampa alla Camera dei deputati ha annunciato la sua adesione all'Italia dei Valori.
Il 5 agosto 2015, infatti, Romani e Bencini hanno costituito al Senato la componente del gruppo misto "Italia dei Valori", a cui hanno poi aderito entrambi, entrando così nella maggioranza e votando tutti i provvedimenti del Governo Renzi.
Nel 2022 partecipa alla prima assemblea del partito sovranista Ancora Italia, assieme alla senatrice Bianca Laura Granato (anche lei fuoriuscita dal MoVimento 5 Stelle) e al comunista Marco Rizzo, diventando poi segretario regionale del partito per la Toscana.
Alle elezioni politiche del 2022 è candidato al Senato da Italia Sovrana e Popolare nel collegio uninominale Toscana - 04 non risultando eletto.
Oltre che segretario regionale del partito è poi presidente pro tempore fino a gennaio 2023.